# Byblis guehoi
Byblis guehoi ist eine fleischfressende Regenbogenpflanzenart aus der Familie der Regenbogenpflanzengewächse (Byblidaceae). Sie wurde 2008 durch Allen Lowrie & John Godfrey Conran erstbeschrieben und ist damit die jüngste bekannte Art der Gattung. Sie gehört zu den einjährigen, nordaustralischen Byblisarten, die im „Byblis liniflora-Komplex“ zusammengefasst werden.

## Merkmale
Byblis guehoi ist eine einjährige, schwach bis stark verzweigt wachsende, krautige Pflanze, die eine Höhe von bis zu 10 Zentimeter und einen Durchmesser von 20 bis 30 Zentimeter erreicht.
Die ein bis mehreren, niederliegenden, grünen bis bronzenen Hauptsprosse entspringen einem gemeinsamen Wurzelsystem, erreichen eine Länge von 15 bis 18 Zentimeter und eine Dicke von 2 bis 3,5 Millimeter. Jede seitliche Verzweigung läuft in endständig dichter belaubte Sprosse aus, die eine Länge von 6 bis 8 Zentimeter erreichen. Sprossachse, Blätter und Blütenstiele sind über die ganze Länge rundum dicht mit langen wie kurzen durchscheinenden Drüsenhaaren besetzt, die der Pflanze im vollen Sonnenlicht einen diffusen Schimmer verleihen.
Die zur Blattspitze hin sich verjüngenden Blätter sind fadenförmig, im Querschnitt elliptisch, 2,5 bis 3,3 Zentimeter lang, rund 1 Millimeter breit und am Ansatz 0,5 Millimeter dick.
Die aufrechten bis annähernd aufrechten Blütenstände tragen endständige Einzelblüten, wachsen aus den Achseln der Blätter der Seitensprosse, erreichen eine Länge von 3,5 bis 8 Zentimeter und einen Durchmesser von 1 bis 1,5 Millimeter.
Die fünf Kelchblätter sind grün, lanzettlich, spitz zulaufend und außen mit Drüsen besetzt. Sie erreichen eine Länge von 4,5 bis 6 Millimeter und sind am Ansatz 0,8 bis 1 Millimeter breit. Die fünf umgekehrt-eiförmigen Kronblätter sind auf der Vorderseite hell violett mit schwach dunklerer, fächerförmiger Nervatur, auf der Rückseite weiß, 9 bis 12 Millimeter lang und 7 bis 12 Millimeter breit. Die Kronblätter sind ganzrandig, nur am äußeren Rand gesägt und gezähnt. Der Durchmesser der Einzelblüte schwankt mit den Wachstumsbedingungen, bei idealer Feuchtigkeit kann er bis zu 20 Millimeter betragen, mit Beginn der Trockenzeit werden sie deutlich kleiner, bis hin zu nur rund 7 Millimeter Durchmesser.
Die parallel zueinander stehenden Staubblätter sind 4 bis 6 Millimeter lang und geben den Pollen zu gleicher Zeit frei. Die Staubfäden sind violett und 1,5 bis 2 Millimeter lang, die längs aneinander anliegenden, gelben Staubbeutel 3,5 bis 4 Millimeter lang, der Pollen ist gelb. Der Griffel ist hellviolett, mit einer Länge von 4,5 bis 5 Millimeter länger als die Staubfäden und biegt sich unterhalb der Staubbeutel weg. Zum Ende hin ist er verbreitert, die Narbe ist dunkelviolett. Der Fruchtknoten ist grün, rundlich und hat einen Durchmesser von 1 bis 1,5 Millimeter.
Die spärlich mit Drüsen besetzte Kapsel ist breit umgekehrt-eiförmig, 3 bis 4 Millimeter lang und 4 bis 5 Millimeter breit. Die schwarzen, glänzenden, eiförmigen bis elliptischen Samen haben ein wabenartiges Relief, sind 0,7 bis 0,8 Millimeter lang und 0,5 bis 0,6 Millimeter breit.
Byblis guehoi ist tetraploid, die Chromosomenzahl beträgt 2n=32.

## Verbreitung
Die Art ist derzeit nur von einem einzigen Standort im Kimberley-Gebirge Western Australias bekannt, dort ist sie allerdings häufig. Sie findet sich vergesellschaftet mit niedrig wachsenden Tussockgräsern, zwischen denen sandige, offene Stellen die Habitate von Byblis guehoi darstellen und die umgeben sind von Acacia tumida, Eucalyptus tetrodonta, Eucalyptus miniata und Corymbia bella. Die Böden der Standorte bestehen aus Sand und Lehmsilt, sind extrem nährstoffarm und können kaum Wasser halten, daher trocknen sie mit dem Ende der Regenzeit sehr schnell aus.

## Botanische Geschichte
Byblis guehoi wurde 2004 von Russ Guého (einem Biologen, Naturfotografen und Lehrer) und Allen Lowrie entdeckt und 2008 von Allen Lowrie gemeinsam mit John Godfrey Conran erstbeschrieben. Das Art-Epitheton ehrt den Entdecker, die korrekte Aussprache lautet „geh-jo-i“.